# Die Cellistin – Liebe und Verhängnis
Die Cellistin – Liebe und Verhängnis ist ein Fernsehfilm des ZDF aus dem Jahr 1998. Das Drehbuch schrieb Dorothee Schön. Regie führte Sherry Hormann. Die Erstausstrahlung erfolgte im Dezember 1998 im ZDF.

## Handlung
Eine Frau kollabiert in der U-Bahn. Cellistin Paula (Jeanette Hain) und Dr. Georg Ellis (Richy Müller) kümmern sich um sie. Paula wähnt in dem Neurologen bald die Liebe ihres Lebens sehr zum Leidwesen ihres Nachbarn, des Rockgitarristen Leonard (Martin Feifel). Als Paula schwanger wird, sieht er endgültig seine Felle davonschwimmen. Aber dann muss Georg plötzlich nach New York.

## Hintergrund
Teile dieses Films wurden nachts in einem der Maschinenräume des Münchner Verkehrs- und Tarifverbundes gedreht.
In den Subway-Räumlichkeiten des Münchner Verkehrs- und Tarifverbundes in München wurden 1998 einige Szenen in einem U-Bahn-Schacht im Untergrund am Odeonsplatz aufgenommen und der Linienverkehr eine Nacht lang lahmgelegt.